# Lijst van burgemeesters van Oudenbosch
Dit is een lijst van burgemeesters van de voormalige Nederlandse gemeente Oudenbosch tot de gemeente op 1 januari 1997 opging in de nieuwe gemeente Halderberge:
| Ambtsperiode | Naam burgemeester           | Partij of stroming | Bijzonderheden |
| ------------ | --------------------------- | ------------------ | -------------- |
| 1795 - ?     | P.J. Cuypers                |                    |                |
| ?            |                             |                    |                |
| 1810 - 1813  | P.M. van Dam                |                    | maire          |
| 1813 - 1819  | B.J. van Breda              |                    |                |
| 1819 - 1821  | J.J. van Breda              |                    |                |
| 1821 - 1831  | F. Verheijen                |                    |                |
| 1831 - 1866  | H.P. van den Dries          |                    |                |
| 1867 - 1878  | J.C.C. Middelaer            |                    |                |
| 1879 - 1900  | J.J.B de Klijn              |                    |                |
| 1900 - 1921  | H.L.P.A. Berends            |                    |                |
| 1921 - 1942  | P.J.A. Hoeks                |                    |                |
| 1942 - 1952  | J.L.P.M. Teijssen           | RKSP / KVP         |                |
| 1952 - 1965  | Bart (B.) Funk              | KVP                |                |
| 1966 - 1976  | Jan (J.W.C.) van Casteren   | KVP / CDA          |                |
| 1976 - 1990  | Peter (P.J.J.M.) Mangelmans | VVD                |                |
| 1991 - 1997  | Peter (P.) Neeb             | VVD                |                |